# Courcouronnes
Courcouronnes är en kommun i departementet Essonne i regionen Île-de-France i norra Frankrike. Kommunen ligger i kantonen Évry-Nord som tillhör arrondissementet Évry. År 2018 hade Courcouronnes 13 490 invånare.

## Befolkningsutveckling
Antalet invånare i kommunen Courcouronnes
| Referens: INSEE |